# 胡藻
胡藻（？—？），字夢薌，江西新建縣人。清朝政治人物、進士出身。
光緒二十九年（1903年），中式癸卯科二甲進士。同年闰五月，改翰林院庶吉士；散館授翰林院編修。